# Ларга (річка, південь Молдови)

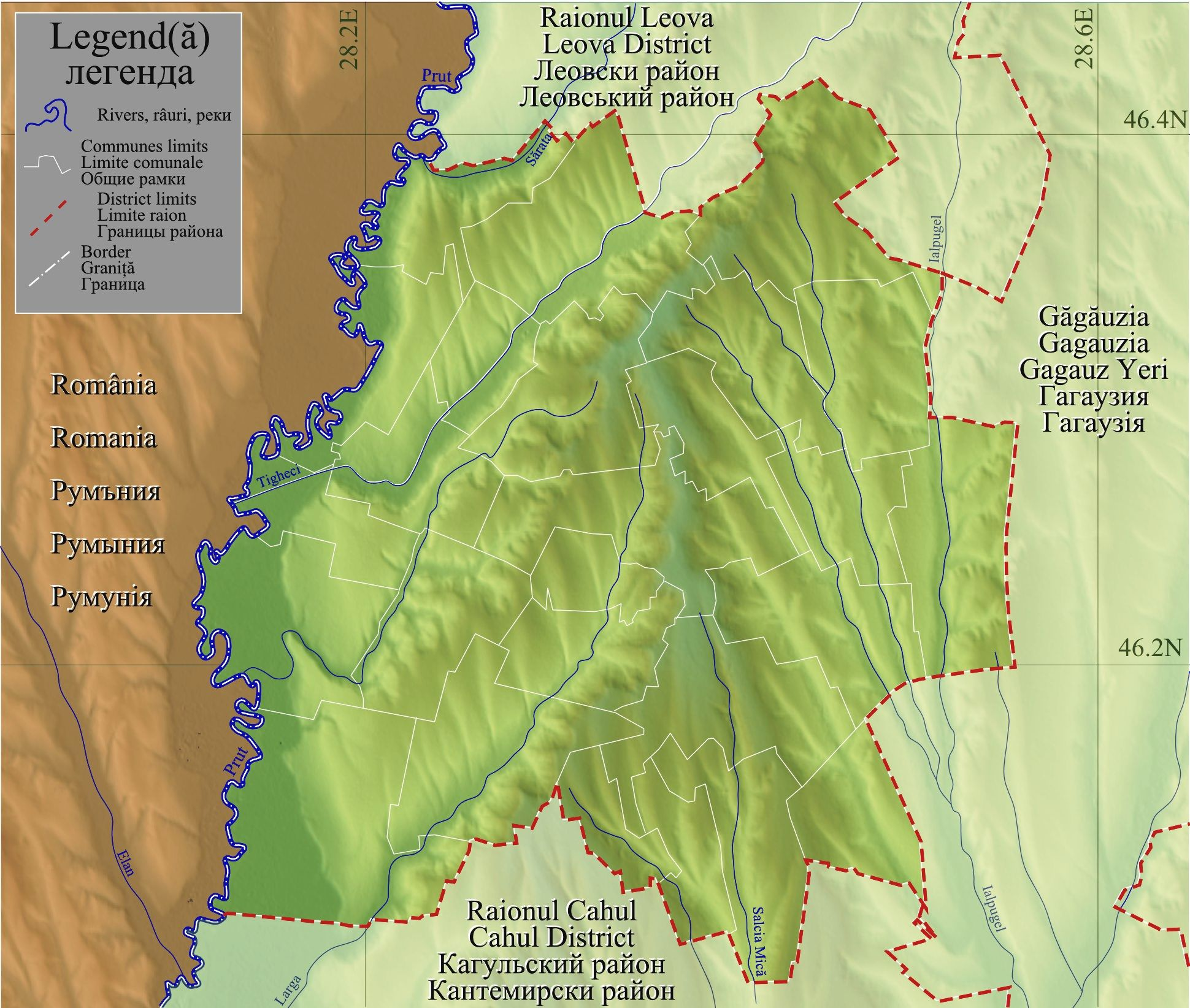
Річка Ларга на мапі Кантемірського р-ну Молдови

Ла́рга — річка в Молдові. Ліва притока Пруту (басейн Дунаю). 
Довжина не перевищує 33–35 км. Долина слабо звивиста, V-подібна, шириною 2,3–5,3 м. Лівий схил крутий і дуже крутий, сильно розсічений, вкритий степовою рослинністю, садами, по флангах (бровкам) листяним лісом; лівий — пологий і помірно крутий, менш розсічений, розораний.
Бере початок на території Молдови, з болотяної місцевісті (урочище Ларгуца) на сході с. Лергуца (1,3 км на північ від с. Кирпешть; коло вершини Ларгуца). Протікає в межах Тигечської височини (Баймаклійських висот) територією Молдови. Тече на південний захід, впадає до Пруту за с. Константінешть, південніше с. Готешть (4,1 км на Пн-Зх від с. Кіркани, на 119 км від витоку).
Русло сухе, помірно звивисте, нерозгалужене, стійке, у витоку поглиблене; ширина його 3–6 м, найбільша 12 м. (с. Флоакса). Дно рівне, мулисте, в ряді місць піщано-мулисте. Між селищами Чобалакчія і Костянтинівка протягом 6 км і на пригирловій ділянці довжиною 4,5 км русло каналізовано і обваловано. Ширина каналу на верхній ділянці 4–6 м, на пригирловій 50–60 м.
- Неподалік від гирла Ларги в 1770 році під час російсько-турецької війни 1768—1774 років російська армія під командуванням П. О. Румянцева розгромила війська кримського хана Каплан-Гірея, — Битва при Ларзі.